# Буйло, Сергей Иванович
Серге́й Ива́нович Буйло́  (род. 1948) — советский и российский учёный, доктор физико-математических наук.
Специалист в области акустической эмиссии (АЭ) и её применения для диагностики предразрушающего состояния. Автор четырёх монографий, более 20 публицистических статей и почти 300 научных работ, 43 из которых опубликованы в журнале Российской академии наук Дефектоскопия, а также 4 патентов СССР и двух патентов РФ. Индекс Хирша — 18 (РИНЦ); 8 (Scopus); 7 (Web of Science).

## Биография
Родился 17 июня 1948 года в Ростове-на-Дону в семье выпускников Ростовского университета (РГУ). Его отец — Иван Иванович Буйло (1908—1981) закончил физико-математический факультет РГУ, в 1941 году организовал эвакуацию ценного научно-учебного оборудования РГУ в город Махачкалу, а в 1942 году в город Ош Киргизской ССР. Мать — Ирина Сергеевна Могилина (1925—2005) выпускница геолого-почвенного факультета РГУ. Брат — Борис Иванович Буйло (1954 года рождения) закончил философский факультет РГУ. В настоящее время — профессор Российского университета транспорта (МИИТ) в городе Москве.
В 1972 году С. И. Буйло окончил физический факультет РГУ (ныне Южный федеральный университет (ЮФУ). В 1983 году защитил кандидатскую диссертацию на тему «Исследование особенностей акустического излучения при механическом деформировании». В 1988 году ВАК при СМ СССР присвоила С. И. Буйло ученое звание старшего научного сотрудника. С 1984 года он заведующий лабораторией акустической эмиссии РГУ. В 2009 году защитил докторскую диссертацию на тему «Физико-механические и статистические аспекты акустико-эмиссионной диагностики предразрушающего состояния». С 1990 по 2013 год — руководитель отдела акустики твердого тела в НИИ механики и прикладной математики РГУ (ЮФУ). В настоящее время — главный научный сотрудник Института математики, механики и компьютерных наук им. И. И. Воровича Южного федерального университета.
Круг интересов С. И. Буйло — физико-механические, статистические и химические аспекты явления акустической эмиссии и его применение для диагностики предразрушающего состояния твердых тел. Методы оценки и повышения достоверности результатов АЭ диагностики. Помимо своей профессиональной деятельности много внимания уделяет публицистике и расследованию малоизвестных страниц истории ВОВ.

## Публикации
Монографии:
- Буйло С. И. Физико-механические, статистические и химические аспекты акустико-эмиссионной диагностики. — Ростов н/Д: Изд-во ЮФУ, 2017. — 184 с. ISBN 978-5-9275-2369-6
- Буйло С. И. Физико-механические и статистические аспекты повышения достоверности результатов акустико-эмиссионного контроля и диагностики. — Ростов-на-Дону: Изд-во Южного федерального ун-та, 2008. — 192 с. ISBN 978-5-9275-0409-1
- Современные методы диагностики материалов и изделий из них / С. И. Буйло, В. В. Белозеров, С. И. Босый, Ю. В. Прус / Учебное пособие. — Ростов-на-Дону: Из-во ЮФУ, 2007. — 192 с.
- Трипалин А. С., Буйло С. И. Акустическая эмиссия. Физико-механические аспекты. — Ростов-на-Дону: Изд-во Ростовск. гос. ун-та, 1986. — 160 с.

Избранные труды:
- Буйло С. И., Буйло Б. И., Чебаков М. И. Вероятностно-информационный подход к оценке достоверности результатов акустико-эмиссионного метода контроля и диагностики // Дефектоскопия. 2021. № 5. С. 37-44.  [Переиздание в США: Rus. J. NDT, 2021, vol.57, no. 5, pp. 375—382] .
- Builo S. I., Builo B. I., Kolesnikov V. I., Vereskun V. D., Popov O. N. Application of the Acoustic Emission Method in Problems of Vehicle Diagnostics, Journal of Physics: Conference Series. 2020. vol. 1636. 012006
- Буйло С. И. Три войны «ростовского Маресьева». Жизнь и судьба полковника А. И. Грисенко // Военно-исторический журнал МО РФ. 2020. № 3. С. 67-73.
- Беркович В. Н., Буйло С. И. Восстановление амплитуд излучения дефекта по сигналам акустической эмиссии на свободной границе массивного тела // Дефектоскопия, 2019. № 4. С. 18-23. [Rus. J. NDT, 2019, vol. 55, no. 4, pp. 262–267].
- Буйло С. И. Об информативности метода инвариантов сигналов акустической эмиссии в задачах диагностики предразрушающего состояния материалов // Дефектоскопия, 2018. № 4. С. 18-23. [Rus. J. NDT, 2018, vol. 54, no. 4, pp. 237–242].
- Буйло С. И. Тайна «Атомной тетради» // Военно-исторический журнал МО РФ, 2018. № 3. С. 90-95.
- Буйло С. И., Кузнецов Д. М., Гапонов В. Л. Акустико-эмиссионный мониторинг капиллярного движения жидкости в пористых средах // Дефектоскопия, 2014, № 7, с.19-23. [Rus. J. NDT, 2014, vol. 50, no. 7, pp. 392–395].
- Builo S. I. Physical, Mechanical and Statistical Aspects of Acoustic Emission Diagnostics // Physics and Mechanics of New Materials and Their Applications, New York: Nova Science Publishers, 2013. pp. 171–183.
- Буйло С. И., Козинкина А. И. К вопросу об оценке накопления повреждений и момента перехода от рассеянного к локализованному дефектообразованию по восстановленным значениям потока актов акустической эмиссии // Физика твердого тела. — 1996. — Т. 38, № 11. — С. 3381-3384. [Phys. Solid State, 1996, vol. 38, no. 11, pp. 1844–1845].
- Буйло С. И. Акустико-эмиссионная диагностика влияния водорода на свойства материалов // Дефектоскопия. — 2009. — № 11. — С. 94-98. [Rus. J. NDT, 2009, vol. 45, no. 11, pp. 818–821].
- Буйло С. И. Метод идентификации стадий деформации и разрушения по положению особых точек восстановленного потока актов АЭ // Дефектоскопия, 2008. — № 8. — С. 3-14. [Rus. J. NDT, 2008, vol. 44, no. 8, pp. 517–526].
- Буйло С. И. Диагностика стадий разрушения материалов по восстановленным параметрам потока актов акустической эмиссии // Контроль. Диагностика. — 2000. — № 10. — С. 10-15.
- Буйло С. И. Определение параметров процесса накопления повреждений и оценка критерия разрушения по восстановленным значениям потока актов акустической эмиссии // Дефектоскопия. — № 7. — 1997. — С. 84-89. [Rus. J. NDT, 1997, vol. 33, no. 7, pp. 512–516].
- Буйло С. И. Вероятностно-информационные аспекты оценки достоверности результатов неразрушающего контроля и диагностики прочности твердых тел // Дефектоскопия. — № 5. — 1996. — С. 20-25. [Rus. J. NDT, 1996, vol. 32, no. 5, pp. 348–352].
- Буйло С. И. Использование моделей статистической радиофизики для повышения достоверности результатов акустико-эмиссионного метода контроля и диагностики предразрушающего состояния // Дефектоскопия. — № 7. — 1995. — С. 13-26. [Rus. J. NDT, 1995, vol. 31, no. 7, pp. 492–503].
- Залесский В. В., Шлейман Ю. Г., Буйло С. И., Макиенко А. В. Автоматизированная система УЗ дефектоскопии с цифровой регистрацией // Дефектоскопия. — № 2. — 1975. — C. 122—126. [Sov. J. NDT. vol. 11. no. 2. Jan. 1976. pp. 229–232].
- ГОСТ 27655-88. Акустическая эмиссия. Термины, определения и обозначения / С. И. Буйло [и др.]. М.: Госстандарт, 1988. — 11 с.
- Builo S. I., Tripalin A. S. Use of Statistic Parameters of Acoustic Emission Signals for Quantitative Measurements of the Material Structure Fracture Intensity // Proceeding of 3rd European Conference on NDT. Florence, Italy, 1984. Vol. 4. pp. 332–341.

Некоторые публицистические работы:
- Буйло С. И. Как ростовчане Царь-колокол лечили, и университет увозили от фашистов. Ростов-на-Дону: Изд-во ЦВВР, 2008. — 56 с.
- Сергей Буйло Как самочувствие, Царь-колокол (proza.ru)
- Сергей Буйло Готовы ли американцы заменить российские двигатели[12]
- Сергей Буйло Тайна атомной тетради (proza.ru)
- Сергей Буйло «Бомба» в отцовском конверте // Родина, 2019, № 4, С. 85-87.
- Сергей Буйло Три войны ростовского Маресьева (proza.ru)
- Буйло С. И. Когда американцы заменят российские двигатели[13]
- Командиры 2-го истребительного авиационного полка (Сергей Буйло) / Проза.ру (proza.ru)
- Сергей Буйло АМЕРИКАНЦЫ ЛЕТАЮТ В КОСМОС НА НАШИХ ДВИГАТЕЛЯХ (parnasse.ru)
- Цель атаки Берлин (Сергей Буйло) / Проза.ру (proza.ru)
- Сергей Буйло «Адмирал Нахимов» и «Саманта Смит». Два судна за сутки до трагедии в Цемесской бухте // Родина, 2016, № 9, С. 77-79.
- Сергей Буйло Советское — значит, отличное. Наше время
- Буйло С. И. Трещина сама кричит о своем росте! // Сборник научно-популярных статей — победителей конкурса РФФИ 2008 года, под ред. А. М. Желтикова, вып. 12, ч. 2, 2009, С. 265—273
- Сергей Буйло Почему Буран не дождался космонавтов
- Сергей Буйло, Александр Ватульян Памяти академика РАН Иосифа Израилевича Воровича (видео)

## Основные результаты
С. И. Буйло создал теорию и разработал методику восстановления истинных (излученных) параметров потока актов (событий) акустической эмиссии по регистрируемым сигналам, теорию и методы диагностики стадий разрушения по параметрам сопутствующего акустического излучения с оценкой достоверности результатов.
Предложил применение методов случайных потоков к явлению АЭ и разработал метод диагностики предразрушающего состояния по отклонению соотношений параметров АЭ от их устойчивых (инвариантных) значений.
Является одним из разработчиков ГОСТа 27655-88 «Акустическая эмиссия». С 1991 по 1997 год был научным руководителем раздела «Теоретические основы и экспериментальные методы комплексной диагностики предразрушающего состояния материалов и конструкций» Межвузовской научно-технической Программы «Фундаментальные и прикладные проблемы механики деформируемых сред и конструкций». Член Объединённого Экспертного Совета по акустической эмиссии (ОЭС АЭ).

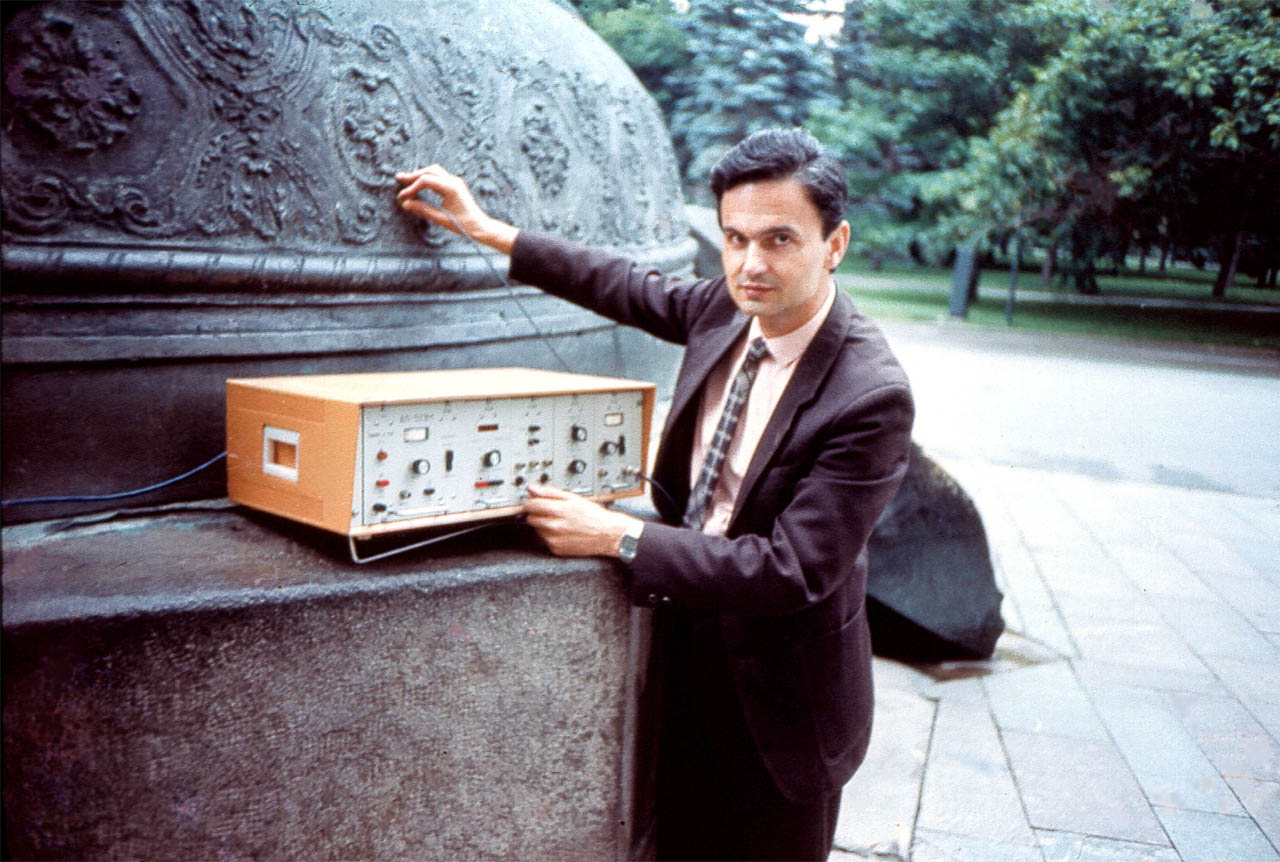
С. И. Буйло исследует трещины Царь-колокола своим акустико-эмиссионным прибором. 1986 г.

Вместе со своими сотрудниками диагностировал прочность Царь-колокола в Московском Кремле, ряда других изделий и объектов атомного энергетического машиностроения, авиационной и ракетно-космической техники. Результаты исследований и разработок Буйло С. И. нашли применение при создании новых методов диагностики титановых лопаток турбин авиационных двигателей, а также теплозащиты первого отечественного многоразового космического орбитального корабля «Буран».
За цикл работ по развитию метода акустико-эмиссионной диагностики С. И. Буйло включен в Международный справочник «Кто Есть Кто в Мире» (США), Справочник Российского общества по неразрушающему контролю и технической диагностике: «Неразрушающий контроль. Россия. 1900—2000 гг.» и Энциклопедию «Известные учёные». За разработку и внедрение метода АЭ-диагностики был награждён бронзовой медалью ВДНХ, а в 2000 году — Почетной грамотой Минобразования Российской Федерации. В 2011 году «за заслуги перед космонавтикой» С. И. Буйло был награждён медалью им. С. П. Королева. В 2015 году награждён медалью «За заслуги перед Южным федеральным университетом».

## Участие в Научных программных и Организационных комитетах конференций
- Член Научных программных комитетов шести Международных конференций: «Physics and Mechanics of New Materials and Their Applications» (PHENMA)[3][16].
- Член Оргкомитетов 1-й Всесоюзной конференции «Акустическая эмиссия», Ростов-на-Дону, 1984 год, и 1-й Всероссийской конференции с международным участием «Актуальные проблемы метода акустической эмиссии» (АПМАЭ-2018), 2018, Тольятти[2][3][17].
- Член Редакционного совета журнала Электроника и Электротехника[2][3].